# Rhinogobius aonumai
Rhinogobius aonumai — вид прісноводних риб родини оксудеркових (Oxudercidae). Описаний у 2022 році.

## Поширення
Ендемік Японії. Поширений на двох островах у групі Яеяма. Живе у повільних ділянках верхів'їв річок і віддає перевагу середовищам з чітко вираженими плесами та мілководдями. Особливо вони віддають перевагу повільній воді в густих лісах.

## Назва
Наукову назву було aonumai обрано на честь японського іхтіолога доктора Аонуми Йошікати. Доктор Аонума є піонером у таксономічних дослідженнях риб роду Rhinogobius на островах Рюкю.

## Підвиди
Описано два підвиди:
- Rhinogobius aonumai aonumai — острів Іріомоте;
- Rhinogobius aonumai ishigakiensis — острів Ісіґакі.

## Опис
Риби завдовжки до 70,5 мм. Підвид ishigakiensis менший, до 56,5 мм. Тіло жовтого кольору. Хвостовий плавець з темними зигзагоподібними смугами.